# Копачов (Черниговская область)
Копачов (укр. Копачів) — село в Козелецком районе Черниговской области Украины, на берегу реки Смолянка. Население 0 человек. Занимает площадь 0,7 км².
Код КОАТУУ: 7422085902. Почтовый индекс: 21998. Телефонный код: +380 4646.

## Власть
Орган местного самоуправления — Надиновский сельский совет. Почтовый адрес: 17030, Черниговская обл., Козелецкий р-н, с. Надиновка, ул. Набережная, 10.